# 克灵斯
克灵斯（德語：Klings，發音：[klɪŋs]）是德国图林根州曾经的一个市镇，原属瓦特堡县，面积6.51平方千米，2012年12月31日人口为464人。2013年12月31日，克灵斯与另外3个市镇并入市镇卡尔滕诺德海姆，后于2019年1月1日随卡尔滕诺德海姆改属施马尔卡尔登-迈宁根县。